# Chloe (film)
Chloe – amerykański thriller erotyczny z 2009 roku w reżyserii Atoma Egoyana. Remake francuskiego filmu Nathalie... z 2003 roku.

## Fabuła
Główna bohaterka, Catherine (Julianne Moore) podejrzewa, że jej mąż (Liam Neeson) ją zdradza. Kobieta postanawia wynająć prostytutkę Chloe (Amanda Seyfried), by ta uwiodła męża. Z czasem między kobietami rodzi się erotyczna fascynacja.

## Obsada
- Amanda Seyfried − Chloe
- Julianne Moore − Catherine
- Liam Neeson − David
- Laura DeCarteret − Alicia
- Nina Dobrev − Anna
- Mishu Vellani − Julie
- Max Thieriot − Michael
- Meghan Heffern − Miranda